# Сигулдский район
Сигулдский район (латыш. Siguldas rajons) — бывший административный район Латвийской ССР с центром в городе Руиена, существовавший в 1949—1962 годах.
Сигулдский район был создан 31 декабря 1949 года. С 8 апреля 1952 года по 25 апреля 1953 года Сигулдский район был включён в состав Рижской области.
По данным на 1 марта 1954 года в районе было 1 город (Сигулда), 1 рабочий посёлок (Лигатне) и 16 сельсоветов. После укрупнения сельсоветов к 1 июля 1954 года их число сократилось до 10 (Аллажский, Инчукалнский, Кечский, Лигатненский, Малпилсский, Морский, Нитаурский, Сигулдский, Сидгундский и Юдажский).
7 декабря 1956 года к Сигулдскому району была присоединена часть территории упразднённого Саулкрастского района, а 11 ноября 1959 года — часть территории упразднённого Эргльского района.
По данным переписи 1959 года, в районе проживало 34 068 человек.
Сигулдский район был ликвидирован 18 декабря 1962 года.